# Corvol-l’Orgueilleux
Corvol-l’Orgueilleux település Franciaországban, Nièvre megyében. Lakosainak száma 725 fő (2022. január 1.). Corvol-l’Orgueilleux Billy-sur-Oisy, Trucy-l’Orgueilleux, Breugnon, Saint-Pierre-du-Mont, Courcelles, La Chapelle-Saint-André és Entrains-sur-Nohain községekkel határos.

## Népesség
A település népességének változása:
| Lakosok száma | 765  | 794  | 813  | 800  | 777  | 753  | 730  | 720  | 725  |
|               | 2013 | 2015 | 2016 | 2017 | 2018 | 2019 | 2020 | 2021 | 2022 |